# 신조촌 (고치현)
신조촌(일본어: 新荘村)은 일본 고치현 다카오카군에 있던 촌이다. 현재의 고치시 남서쪽에 해당한다.

## 역사
- 1889년 4월 1일 - 정촌제 시행에 의해 3촌의 구역으로 성립하였다.
- 1941년 1월 1일 - 스사키시에 편입, 동일 신조촌은 폐지되었다.

## 교통

### 철도
- 일본국유철도
  - 도산선

## 참고 문헌
- 角川日本地名大辞典編纂委員会,『角川日本地名大辞典 39 高知県』1983, 角川書店